# Теребовичі
Тере́бовичі — село в Україні, у Самарівській сільській громаді Ковельського району Волинської області. Населення становить 135 осіб.
До 9 жовтня 2016 року село належало до Самарівської сільської ради.

## Географія
Біля села розташоване озеро Теребовичі.

## Історія
У 1906 році хутір Гірниківської волості Ковельського повіту Волинської губернії. Відстань від повітового міста 80 верст, від волості 27. Дворів 3, мешканців 20.

## Населення
Згідно з переписом УРСР 1989 року чисельність наявного населення села становила 156 осіб, з яких 78 чоловіків та 78 жінок.
За переписом населення України 2001 року в селі мешкали 132 особи. 100 % населення вказало своєю рідною мовою українську мову.